# Luis Albeiro Cortés Rendón
Luis Albeiro Cortés Rendón (ur. 2 lutego 1952 w Quimbaya, zm. 12 maja 2022 w Pereira) – kolumbijski duchowny rzymskokatolicki, od 2015 biskup pomocniczy Pereira.

## Życiorys
Święcenia kapłańskie otrzymał 8 grudnia 1978 i został inkardynowany do diecezji Pereira. Przez kilkanaście lat pracował w duszpasterstwie parafialnym. W 1996 został wikariuszem biskupim ds. duszpasterskich, zaś w 2002 rektorem seminarium duchownego.
14 maja 2003 został mianowany biskupem nowo powstałej diecezji Vélez. Sakry biskupiej udzielił mu 27 czerwca 2003 ówczesny nuncjusz apostolski w Kolumbii, abp Beniamino Stella.
30 listopada 2015 papież Franciszek powierzył mu urząd biskupa pomocniczego Pereiry oraz biskupa tytularnego Fidolomy.